# Alabarque
L'alabarque ou arabarque était, au Ier siècle un magistrat romain dans la province d'Égypte.
Comme Flavius Josèphe mentionne deux alabarques qui sont des Juifs Égyptiens très riches, certains critiques en ont conclu qu'il s'agissait d'une sorte d'ethnarque de la communauté juive d'Alexandrie,. Dans les documents épigraphiques — notamment ceux retrouvés en Égypte — on trouve souvent la forme arabarque plutôt qu'alabarque. Un consensus se dessine chez les historiens pour définir l'alabarque ou l'arabarque, comme un contrôleur général des douanes, de la frontière arabique ou un officier financier chargé de lever les taxes sur les transports.

## La fonction d'alabarque ou d'arabarque
Même s'il est difficile de préciser en quoi consistait la fonction d'un arabarque, il y a désormais un large consensus pour considérer que les mots alabarque que l'on trouve chez Flavius Josèphe et arabarque, que l'on trouve plutôt dans les documents épigraphiques désignent en fait la même fonction. Le terme alabarque (grec αλαβαρχης) signifie « préposé aux écritures », alors que le mot arabarque (Ἀραβάρχης) signifie « dirigeant arabe » ou dirigeant d'un territoire appelé Arabie. À la fin du XIXe siècle une partie de la critique considérait que l'alabarque était un magistrat suprême chez les Juifs d'Alexandrie, comme en témoigne Ernest Renan ou Heinrich Graetz. Mais le terme alabarque se rencontre parfois dans les sources sans aucune connexion avec une personnalité juive, mais plutôt  avec les arabarques chargés de fonctions douanières à la frontière est de l'Égypte. L'analyse des documents épigraphiques a conduit à abandonner l'hypothèse en cours à la fin du XIXe siècle, même si « les définitions que l'on trouve dans les ouvrages récents sont plutôt concises et ne s'accordent guère entre elles. » Ils sont présentés « tantôt comme « des fermiers généraux d'Égypte », « des fermiers des douanes terrestres de l'Égypte », « des sortes de contrôleurs généraux des douanes de la frontière arabique », ou encore « des personnages qui s'occupaient des nomades, des routes à péages et de la migration des troupeaux à la limite du désert ». »

## Arabarques en Égypte auIersiècle
La chronologie des arabarques « n'est pas toujours facile à établir, étant donné la parcimonie des textes, qui permettent 
rarement de savoir quand, et pendant combien d'années [ils] furent en charge. » La liste qui suit est  celle établie par Fabienne Burkhalter :
- Ptolémaios, père d'Appolonios, figurant sur une inscription sur le temple de Pselchis (en) (Nubie, OGIS I, 202, 1. 1-7) datant de 2 apr. J.-C.[17].
- Apollonios, fils du précédent[18]. « En +2, il portait les titres de "stratège du nome Ombite et de la région d'Éléphantine et de Philé et percepteur de la mer Érythrée"[19] » (mer Rouge). 63 ans plus tard, son fils, Tiberios Iulios Ptolemaios, ajouta au même endroit une inscription dans laquelle Apollonios est à son tour désigné comme arabarque[19] (OGIS I, 202, 1. 8-9 ). Entretemps il a obtenu la citoyenneté romaine et s'appelle désormais Ti. Iulius Appolonios[20].
- Caïus Iulius Alexander, frère de Philon d'Alexandrie et père de Tiberius Alexander. Il est en charge sous Tibère et Caligula qui le met en prison. Claude le libère dès son accession au pouvoir[19] et marie son fils Marcus Iulius Alexander avec Bérénice, fille du roi de Judée Agrippa Ier qui n'a alors que 12 ou 13 ans[21].
- Publius Annius Plocamus « cité par Pline à propos de la découverte de l'île de Ceylan, avait affermé les taxes de la mer Rouge au cours des premières années du règne de Claude[22] (Pline l'Ancien, Histoire naturelle VI, 84). »
- Démétrios, cité par Flavius Josèphe, issu de la communauté juive d'Alexandrie. Comme Marcus Iulius Alexander, le fils de Caïus Iulius Alexander, Demetrios épouse vers 53, une des trois filles d'Agrippa Ier[23] nommée Mariamne[24]. (cf. Flavius Josèphe, Antiquités judaïques, XX, VII, 147).
- Claudius Geminus "arabarque et épistratège" de Thébaïde (OGIS II, 685)[25]. On sait par ailleurs qu'il exerçait une procuratèle de rang équestre (comme l'était l'épistratège de Thébaïde) sous M. Mettius Rufus, préfet d'Égypte à l'époque de Domitien[23] (entre 89 et 91-92).

De plus, le poète Juvénal raille dans ses Satires un Égyptien ayant eu le titre d'Arabarches honoré par une statue située sur le forum : « les statues des généraux triomphateurs, parmi lesquels ose avoir son inscription je ne sais quel Égyptien, un arabarches de là-bas, s’il vous plaît. Ah, contre cette effigie-là, permission de pisser, pour le moins,. » Les critiques estiment que ce général "égyptien" qui avait sa statue sur le forum est Tiberius Alexander, fils de l'alabarque Alexander, mais s'il a bien été épistratège de Thébaïde à partir de 42,, région où exerçaient les arabarques du Ier siècle, aucune autre source que Juvénal ne donne cette indication. Les archives de Nicanor montrent toutefois que son frère Marcus négociait dans ce même secteur jusqu'à sa mort prématurée en 43 ou 44. Un reçu d'un de ses esclaves adressé à Nicanor dans la ville de Bérénice (port égyptien sur la mer Rouge), témoigne que Marcus était encore vivant à une date équivalente au 14 juillet 43. Fabienne Burkhalter exclut Tiberius Alexander de sa liste car les autres sources ne disent jamais qu'il était arabarque, mais seulement qu'il était fils d'alabarque.

## Alabarques durant le Bas-Empire et auVIesiècle
Durant le Bas-Empire romain, cette fonction semble avoir été liée à la perception de taxes.
La fonction est encore mentionnée deux fois dans le code Justinien au VIe siècle sans qu'il soit clair en quoi elle consiste.